# Horom
Horom (en arménien Հոռոմ) est une communauté rurale du marz de Shirak en Arménie. En 2008, elle compte 2 468 habitants.